# Spoken
Spoken ist eine christliche Alternative-Rock-Band aus Fayetteville, Arkansas (USA).

## Geschichte
Mit ihrer Gruppierung im Jahr 1996, wurde Spoken schnell zu einer tragenden Säule in ihrem lokalen Musikszene durch eine unerbittliche Arbeitsmoral. Kurz nach ihrer Gruppierung unterschrieben sie ihren ersten Plattenvertrag bei Metro 1 Music, wo sie drei Alben und ein Greatest-Hits-Album veröffentlichten. Mit dem ersten Album, On Your Feet (1997), und dem zweiten Album, …What Remains (1999), orientierte sich der Sound an Metal, Rap und ein wenig melodischen Rock. Die dritte Veröffentlichung, Echoes of the Spirit Still Dwell (2000) enthalten härter und melodische Songs, die mit den Songs Forevermore und This Path wiederholt im Radio und Fernsehen in den USA zu sehen waren.
Spoken unterschrieben einen Vertrag bei Tooth & Nail Records um ihr nächstes Album A Moment of Imperfect Clarity zu veröffentlichen. Die Band drehte Musikvideos von den Songs Promise und Falling Further.
Im Jahr 2005 veröffentlichte Spoken das Album Last Chance to Breathe. Der Stil der Band verändert sich immer mehr, so wurde mehr wert auf Schreigesang gelegt als harte Gitarrenarbeit. Von dem Song Bitter Taste wurde ein Musikvideo gedreht.
Im September 2007 veröffentlichte Spoken mit Spoken ihr drittes Album bei Tooth & Nail Records. Der Sound war härter, reifer und enthielt sowohl harte Stimmen als auch harte Gitarrensounds.
Spoken hat verschiedene Touren durch die USA sowie Japan und Deutschland veranstaltet. Mit durchschnittlich über 100 Shows pro Jahr in den USA füllen sie Konzertsäle mit Tausenden von Menschen.

## Diskografie

### Studioalben
- 1997: On Your Feet (Metro 1 Music)
- 1999: ...What Remains (Metro 1 Music)
- 2000: Echoes of the Spirit Still Dwell (Metro 1 Music)
- 2003: A Moment of Imperfect Clarity (Tooth & Nail Records)
- 2005: Last Chance to Breathe (Tooth & Nail Records)
- 2007: Spoken (Tooth & Nail Records)
- 2013: Illusion (E1 Music)
- 2015: Breathe Again
- 2017: IX (1992 Records/The Fuel Music)

### Kompilationen
- 2001: Spoken Greatest Hits (Metro 1 Music)

### Musikvideos
- 2003: Falling Further (A Moment of Imperfect Clarity, Tooth & Nail Records)[1]
- 2003: Promise (A Moment of Imperfect Clarity, Tooth & Nail Records)[2]
- 2005: Bitter Taste (Last Chance to Breathe, Tooth and Nail Records)
- 2013: Through It All (Illusions)